# Lumbricillus helgolandicus
Lumbricillus helgolandicus is een ringworm uit de familie van de Enchytraeidae. De wetenschappelijke naam van de soort is voor het eerst geldig gepubliceerd in 1934 door Michaelsen.